# 旬阳北站
旬阳北站，位于中华人民共和国陕西省安康市旬阳市白柳镇，是西康铁路上的火车站，建于1999年，新站房于2014年11月7日启用，由西安局集团管辖。

## 歷史
- 建于1999年。
- 新站房2014年11月7日启用。

## 車站周邊
- 白柳镇政府
- 旬阳县白柳镇财政所
- 农村信用合作社白柳信用社
- 白柳镇卫生院

## 外部連結
- 中国铁路客户服务中心 （页面存档备份，存于）